# Faces (album d'Earth, Wind and Fire)
Pour les articles homonymes, voir Faces.
Albums de Earth, Wind & Fire
I Am
(1979) Raise!
(1981)
Singles
1. Let Me Talk
Sortie : août 1980
2. You
Sortie : novembre 1980
3. Back on the Road
Sortie : novembre 1980
4. And Love Goes On
Sortie : janvier 1981

Faces est le dixième album studio du groupe américain Earth, Wind and Fire. Il est sorti le 14 octobre 1980 chez ARC et Columbia Records comme double album. L'album est produit par Maurice White.
L'album s'est classé à la dixième place du classement Billboard Top LPs, la deuxième place du Billboard Top Soul Albums et à la dixième place de l'Albums Chart britannique. Faces est certifié disque d'or aux États-Unis par la Recording Industry Association of America (RIAA).

## Enregistrement et contenu
L'album Faces a été enregistré entre mars et juillet 1980 à Los Angeles et Hollywood principalement, et en partie sur l'île britannique de Montserrat, dans les Caraïbes. Il est produit par Maurice White, fondateur, batteur et chanteur d'Earth, Wind and Fire. Des artistes tels que Fred Wesley et Steve Lukather du groupe Toto ont participé à l'album,.
Interrogé lors d'une entrevue en 2007 sur l'album d'Earth, Wind & Fire qu'il préférait, Maurice White a répondu : « probablement Faces, parce que nous étions vraiment en phase et que nous jouions ensemble ». Maurice White a également déclaré que l'album « a permis d'explorer de nouveaux domaines » au groupe.

## Liste des titres
| 1. | Let Me Talk                 | - Philip Bailey - Larry Dunn - Ralph Johnson - Al McKay - Maurice White - Verdine White | 4:09 |
| 2. | Turn It Into Something Good | - Valerie Carter - James Newton Howard - Maurice White                                  | 4:10 |
| 3. | Pride                       | - Bailey - Dunn - McKay - Freddie White - Maurice White - Verdine White                 | 4:11 |
| 4. | You                         | - David Foster - Brenda Russell - Maurice White                                         | 5:10 |

| 5. | Sparkle          | - Bailey - Eduardo del Barrio - Maurice White | 3:50 |
| 6. | Back on the Road | - McKay - Maurice White                       | 3:33 |
| 7. | Song in My Heart | - Garry Glenn - Russell - Maurice White       | 4:17 |
| 8. | You Went Away    | - Bailey - Ross Vannelli                      | 4:24 |

| 9.  | And Love Goes On   | - Dunn - Foster - Russell - Maurice White - Verdine White | 4:05 |
| 10. | Sailaway           | - Bailey - Del Barrio - Roxanne Seeman - Maurice White    | 4:37 |
| 11. | Take It to the Sky | - Dunn - Glenn - Maurice White                            | 3:50 |
| 12. | Win or Lose        | - Jean Hancock - Jerry Peters                             | 3:53 |

| 13. | Share Your Love | - Glenn - Maurice White                         | 3:17 |
| 14. | In Time         | - Arlene Matza - Howard McCrary - Maurice White | 4:13 |
| 15. | Faces           | - Bailey - Dunn - Maurice White - Verdine White | 8:02 |

## Crédits

### Musiciens
- Maurice White – chant, batterie, kalimba
- Philip Bailey – chant, congas, percussion
- Fred White – batterie, percussion
- Verdine White – basse
- Jerry Peters – claviers, orgue
- Garry Glenn – claviers
- Johnny Graham, Marlo Henderson, Steve Lukather, Al McKay – guitare
- Dorothy Ashby – harpe
- David Foster – claviers, arrangements des cordes (1, 4, 7, 9, 13, 15)
- Jerry Hey – trompette, arrangements des cuivres (1, 2–4, 7, 14, 15)
- Erich Bulling (8, 10) Tom Tom 84 (5, 6, 11, 13) – arrangements des cordes et des cuivres
- Paulinho Da Costa, Ralph Johnson – percussion
- Larry Dunn – piano, synthétiseur, programmation de synthétiseur
- Steve Porcaro – programmation du synthétiseur
- Fred Jackson, Jr., Lawrence Williams – saxophone
- Don Myrick – saxophone alto, baryton et ténor
- Andrew Woolfolk – saxophone ténor
- George Bohanon, Bill Reichenbach Jr., Louis Satterfield, Fred Wesley – trombone
- Rahmlee Michael Davis – trompette, bugle
- Oscar Brashear, Bobby Bryant, Michael Harris, Chuck Findley, Gary E. Grant, Nolan Smith Jr. – trompette
- Albert Gill, Buell Neidlinger, Dennis Karmazyn, Earl Madison, Frederick Seykora, Jacqueline Lustgarten, Larry Corbett, Marston Smith, Louise Zeyen, Miguel Martinez, Olivier Nils, Nina Deveritch, Raymond Kelley, Ronald Cooper – violoncelle
- Alan Robinson, Arthur Maebe, George Price, Marilyn Robinson, Vincent DeRosa – cor d'harmonie
- Allan Harshman, Barbara Thomason, Brenton Banks, Bryana Sherman, David Schwartz, Gareth Nuttycombe, Harry Hyams, Herschel Wise, James Ross, Laury Woods, Leanna Sherman, Marilyn Baker, Patricia Matthews, Renita Koven, Roland Kato, Rollice Dale, Ronald Strauss – alto
- Arkady Shindelman, Barry Socher, Bernard Kundell, Don Palmer, Endre Granat, Gina Kronstadt, Glenn Dicterow, Haim Shtrum, Harold Dicterow, Henry Ferber, Henry Roth, Irvin Giller, Isabelle Daskoff, Jack Gootkin, Janet Lakatos, Jerome Reisler, Jerome Webster, John Wittenburg, Joseph Goodman, Joseph Shoenbrun, Joy Lyle, Karen Jones, Mari Tsumura Botnick, Mark Cargill, Marvin Limonick, Mary Lundquist, Michael Markman, Michael Nowack, Norman Carr, Pavel Farkas, Reginald Hill, Bobby Dubow, Robert Jung, Robert Lipsett, Ron Clark, Ronald Folsom, Shari Zippert, Sheldon Sanov, Sid Page, Sidney Sharp, Vicky Sylvester, William Henderson, William Kurasch – violon
- Assa Drori, Harris Goldman, Janice Gower – premier violon

### Production
- Roger Carpenter – direction artistique, conception
- Kenvin Lyman – illustration
- Maurice White – producteur
- George Massenburg, Ken Fowler – ingénieur du son, mixage

Crédits adaptés du livret de l'album.

## Classements et certifications
| Classement (1980–81)                 | Meilleure position |
| ------------------------------------ | ------------------ |
| Allemagne de l'Ouest (Media Control) | 46                 |
| États-Unis (Billboard 200)           | 10                 |
| États-Unis (Top Soul LPs)            | 2                  |
| Japon (Oricon)                       | 18                 |
| Norvège (VG-lista)                   | 15                 |
| Nouvelle-Zélande (RIANZ)             | 40                 |
| Pays-Bas (Mega Album Top 100)        | 8                  |
| Royaume-Uni (UK Albums Chart)        | 10                 |
| Suède (Sverigetopplistan)            | 23                 |

| Région                                | Certification | Ventes/Streams |
| ------------------------------------- | ------------- | -------------- |
| États-Unis (RIAA)                     | Or            | 500 000^       |
| ^Mise en rayon selon la certification |               |                |